# John Sundstrøm
John Sundstrøm (født 22. juli 1943) er en dansk journalist.
John Sundstrøm er uddannet på Dagbladet Information. Han arbejdede derefter på Politiken og magasinet NB, inden han i 1973 kom til DR, hvor han først blev vært på Radioavisen og senere nyhedsoplæser på TV-Avisen. Ved etableringen af TV 2/Danmark i 1988 blev han vært på TV 2 Nyhederne, og han var under Golfkrigen i 1991 udsendt for stationen. Senere blev han TV 2's korrespondent i London. Han stoppede på stationen i 1996 og flyttede til Bornholm, hvor han blev journalist på TV 2/Bornholm.
Siden 1999 har han været tilknyttet TV Syd, først som vært på Set & Sket, som stationen producerede for TV 2/Danmark, senere som studievært. De senere par år har han været videojournalist på stationen. Derudover er han tilknyttet den lokale tv-station TV Kolding.
I dag bor John Sundstrøm i Kolding. 